# Johannes Büchsel

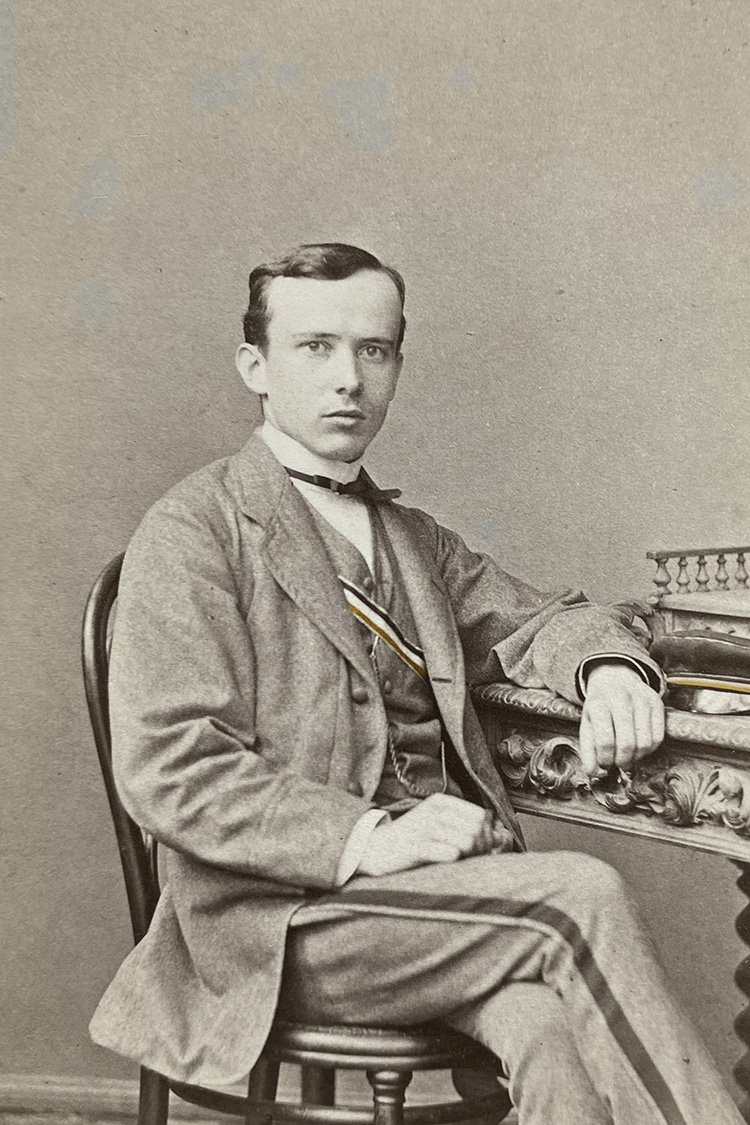
Johannes Büchsel als Berliner Wingolfit 1871

Johannes Friedrich Wilhelm Büchsel (* 19. September 1849 in Berlin; † 21. Februar 1920 in Stettin) war ein lutherischer Theologe und Generalsuperintendent der Kirchenprovinz Pommern der Kirche der Altpreußischen Union.

## Leben
Johannes Büchsel wurde geboren als Sohn des Pfarrers und späteren Generalsuperintendenten Carl Büchsel und seiner Ehefrau Henriette Simonetti. Er besuchte das König-Wilhelm-Gymnasium in Berlin und studierte anschließend in Tübingen, Leipzig und Berlin Theologie. Er wurde im Tübinger, Leipziger und Berliner Wingolf aktiv. 1903 erhielt er noch das Band des Münsterschen Wingolf.
Nach bestandenem Ersten Theologischen Examen erteilte er von 1872 bis 1873 Unterricht im Berliner Missionshaus. Von 1873 bis 1875 war er als Erzieher der Kinder des Fürsten Otto Viktor von Schönburg-Waldenburg tätig.
1875 bestand er das Zweite Theologische Examen und wurde am 30. Januar 1876 in der Berliner St. Matthäi-Kirche von seinem Vater zum Pastor ordiniert. Seine Hilfspredigerzeit verbrachte er in Tegel.
Von 1877 bis 1882 war Büchsel Pfarrer in Rosenthal (heute polnisch: Różańsko) bei Soldin (heute Myślibórz) in der Neumark. Zu Beginn seines Dienstes dort heiratete er am 6. April 1877 in der Marktkirche zu Halle (Saale) die Pfarrerstochter Dorothee Amalie Friederike Giesebrecht (1853–1926).
Von 1882 bis 1886 versah Büchsel das Pfarramt in Stücken bei Potsdam. Von dort wurde er zum Superintendenten des Kirchenkreises Crossen a. d. Oder II mit Sitz in Bobersberg (heute Bobrowice) ernannt. Danach folgten Dienstjahre als Superintendent in Cottbus (1890–1895) und als Konsistorialrat in Münster (1895–1904).
Im Jahre 1904 berief ihn der Evangelische Oberkirchenrat der Kirche der Altpreußischen Union nach Stettin als Generalsuperintendent der an Fläche und Gemeindegliederzahl größten altpreußischen Kirchenprovinz Pommern, in der Nachfolge von Heinrich Poetter. Dieses Amt hatte er während Weltkrieg und Revolution inne und führte die pommersche Provinzialkirche bis an die Schwelle der Zeit, die auch für die Kirche eine bedeutende Wende darstellte.
Sein Nachfolger wurde der aus Danzig kommende Generalsuperintendent Wilhelm Reinhard.
Wie sein Vater stand Johannes Büchsel fest auf dem Fundament der Bibel und des lutherischen Bekenntnisses. Daher setzte er sich mit dem lutherischen Verein für die Interessen der konfessionellen Lutheraner innerhalb der Union ein.